# Litla Siglo
Litla Siglo est une île dans le landskap Sunnhordland du comté de Vestland. Elle appartient administrativement à Fitjar.

## Géographie
Rocheuse et couverte d'une légère végétation, située au nord-est de Siglo, elle s'étend sur environ 506 m de longueur pour une largeur approximative de 296 m. 